# October Fall
October Fall fue una banda estadounidense de pop punk de Chicago, Illinois. La banda se formó en el verano de 2003, con Pat D'Andrea (vocales y guitarra) y Clark Harrison (guitarra), como los miembros originales. Ellos dos tocaban juntos originalmente bajo el nombre de Silver Lining. Poco después, el resto de la banda se incorporó: Nick Coleman (batería), Owen Toomey (piano) y Jack Marin (bajo). Nick Coleman fue reemplazado por Nick Scalise (batería), y Jack Marin fue sustituido por Greg Shanahan (bajo). 
En 2005, la banda abrió en una gira con Ashlee Simpson, y ese mismo año estuvo de gira con The Click Five. En la primavera de 2006, participaron de una gira con Fall Out Boy y The All-American Rejects en el Black Clouds and Underdogs Tour. 
La banda firmó con Decaydance, un sello de Fueled by Ramen encabezado por Pete Wentz (bajista de Fall Out Boy). Su primer y único álbum de estudio, A Season In Hell (llamado en homenaje a la película de Eddie y los Cruceros), fue lanzado en febrero de 2006. Luego, un año después, el 1 de octubre de 2007 la banda anunció que sus miembros se habían ido por caminos separados y la banda se disolvió.

## Historia

### Primeros años
Pat D' Anfrea reconoció que cuando era niño, siempre había música en su casa, entre los que sonaban Johnny Cash, Tom Petty y Stevie Ray Vaughan, los cuales fueron sus principales influencias, especialmente cuando D'Andrea se transfirió de una escuela secundaria pública a una secundaria privada católica donde se convirtió en un joven temido apodado "New Kid". D'Andrea se sentaba en su habitación a tocar la guitarra y escribir canciones mientras asistía a los musicales de su hermana. D'Andrea conoció en su escuela a su compañero Clark Harrison y los dos comenzaron a tocar juntos y a escribir canciones, formando la banda Silver Lining. El dúo luego cambió su nombre al actual, October Fall, en el año 2003.
Luego de varias presentaciones, October Fall firmó un contrato con Decaydance, un sello discográfico perteneciente al bajista de Fall Out Boy, Pete Wentz. Luego de la firma del contrato, el grupo estuvo de gira con Ashlee Simpson y preparó su álbum de estudio, A Season In Hell.

### A Season In Hell (2006)
En el verano de 2005, la banda emigró hacia el oeste para grabar en el estudio The Green Room en Los Ángeles, California con el productor Mike Green (Paramore, Yellowcard, Rufio), pero las canciones que produjeron no fueron las canciones que terminaron formando parte de su álbum de estudio A Season In Hell, el cual contó con las apariciones especiales de Patrick Stump, cantante de Fall Out Boy ("Second Chance") y Hayley Williams, cantante de Paramore ("Keep Dreaming Upside Down")

### Posterior a la ruptura (2007)
El 1 de octubre de 2007, la banda anunció que cada uno habían ido por caminos separados. Surgieron rumores que los integrantes de la banda habían vuelto a reunirse, pero se demostraron que los rumores eran falsos.
En el otoño de 2007, Clark Harrison y Nick Foxer (antes en The All-American Rejects) formaron una banda llamada Phonocast, con sede en el sur de California, donde ambos músicos ahora viven.
Pat D'Andrea (ahora llamado por Johnny D'Andrea) formó el grupo Archie Star, en la que comparte la voz principal con su hermana, Ria D'Andrea. La banda lanzó su primer álbum de estudio, titulado Carry Me Home, en noviembre de 2008.
Nick Scalise y Greg Shanahan son ahora parte de la banda Mathletes, que acaba de lanzar un EP autotitulado para descargar gratuitamente desde su página web.

## Miembros
Miembros actuales
- Pat D'Andrea - vocales, guitarra (2003–2007)
- Clark Harrison - guitarra, vocales secundaria (2003–2007)
- Nick Scalise - batería, percusión (2005–2007)
- Owen Toomey - piano, vocales secundaria (2004–2007)
- Greg Shanahan - bajo, vocales secundaria (2005–2007)

Miembros pasados
- Nick Coleman - batería, percusión (2004–2005)
- Jack Marin - bajo, vocales secundaria (2004–2005)

## Discografía

### Álbumes
| Fecha                 | Título           | Sello discográfico                 | Posición en Billboard 200 |
| --------------------- | ---------------- | ---------------------------------- | ------------------------- |
| 21 de febrero de 2006 | A Season in Hell | Decaydance Records/Fueled by Ramen | -                         |

### EP
| Fecha              | Título          | Sello discográfico | Posición en Billboard 200 |
| ------------------ | --------------- | ------------------ | ------------------------- |
| 4 de junio de 2005 | Taking Shape EP | Fueled by Ramen    | -                         |

### Compilaciones
| Fecha                   | Título                                                     | Sello discográfico | Posición |
| ----------------------- | ---------------------------------------------------------- | ------------------ | -------- |
| 22 de noviembre de 2005 | Fueled By Ramen & Decaydance Winter '05/'06 iTunes Sampler | Fueled by Ramen    | -        |